# Zicman Feider

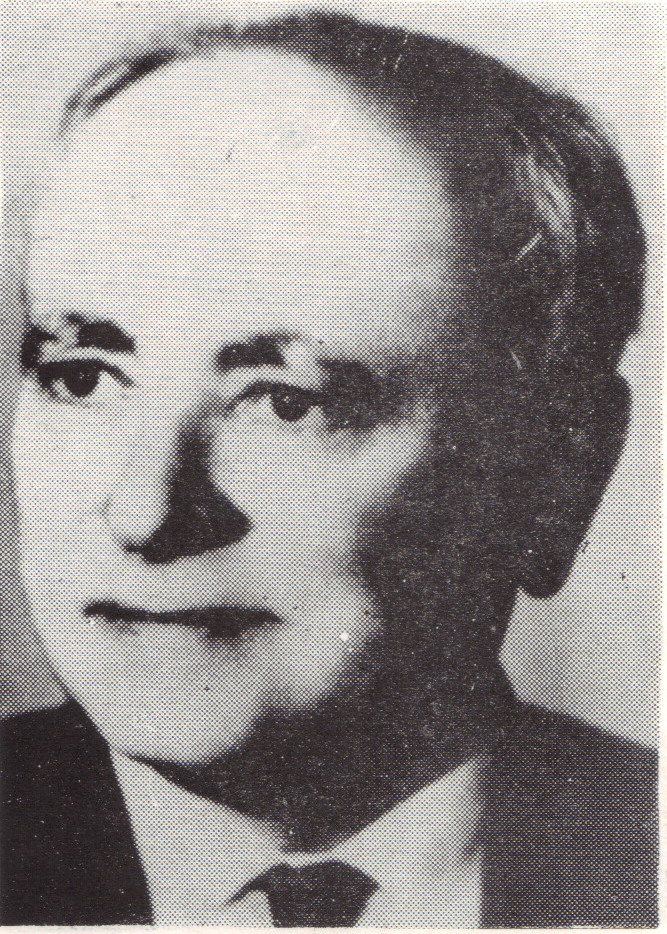
Zicman Feider, fotografie publicata în 1985

Zicman Feider (1903,Roman-1979, Iași) a fost un zoolog român, de origine evreu, primul profesor de zoologia vertebratelor la Universitatea „Alexandru Ioan Cuza” din Iași, creator al școlii de acarologie din România, remarcabil pedagog, distins om de știință, figură reprezentativă a zoologiei românești.
S-a născut la 17 aprilie 1903, în orașul Roman, unde a urmat studiile secundare la Liceul Roman Vodă, obținând bacalaureatul în 1922.
Pasionat de natură, a început Facultatea de Științe Naturale la Iași și a terminat-o la Cernăuți, în 1933. Între anii 1933-1949 a fost profesor de liceu la Odorheiul Secuiesc și la Roman. Paralel cu munca didactică, se consacră cercetării acarienilor tereștri. În 1947 își susține teza de doctorat cu tema: „Aparatul respirator la Trombidiidae și Prostigmatele superioare”, sub conducerea profesorului C. Motaș, care îl definește ca primul specialist român în domeniul acarienilor tereștri.
În 1949 devine conferențiar la Catedra de zoologia vertebratelor de la Facultatea de Biologie a Universității Alexandru Ioan Cuza din Iași, iar în 1959 devine profesor titular.
În 1972 se pensionează și devine profesor consultant.
Din anul 1950 este cooptat în colectivul de Faună de pe lângă Filiala Iași a Academiei Române.
A predat Zoologia vertebratelor, Parazitologia, Zoologia generală. 
În colaborare cu colegii săi de la București și Cluj, a publicat un Curs de zoologia vertebratelor, apărut în două ediții.
Bogata sa activitate de cercetare este materializată în peste 170 de lucrări, dintre care trei monografii apărute în colecția „Fauna” a Editurii Academiei Române: Trombidoidea (1955), Ixodoidea (1965), și Trombiculoidea.
Ca acarolog, el a realizat studiul taxonomic și sistematic al multor grupuri Acarina: Trombidia, Ixodoidea, Oribatidae, Gamasidea, Rhinonyssidae, Erythraeidea, Prostigmata din România; genurile Nicolletiellidae și Sternostoma din întreaga lume; unele grupe din fauna Germaniei, insulei Sfânta Elena, Coreea de Nord, Nepal, Mongolia și America de Sud. Singur sau în colaborare cu discipolii săi, el a descris peste 100 specii, 30 genuri, 4 subgenuri, 14 familii, 6 subfamilii, 1 falangă și 2 subfalange noi pentru știință. El a descoperit indicatori filogenetici în structurile trichobotrias, aspis și plăcile genitale și anale în larvele chetotaxis și organele vizuale la Ixodidae sau în aparatul respirator, limita metopică și structura genitală a trombidia. A fost membru în colectivul de redacție al revistei Acarologia (Franța). Un alt acarolog, Libertina Solomon, i-a dedicat specia Myonyssus feideri profesorului doctor docent Zicman Feider.
S-a stins din viață la 27 septembrie 1979, la Iași.